# Зворотноходовий однотактний перетворювач

Cхема зворотньоходового перетворювача

Зворотноходовий однотактний перетворювач (англ. flyback converter) — імпульсний перетворювач напруги з гальванічною розв'язкою первинного та вторинного електричних кіл. Він побудований на основі інвертуючого широтно-імпульсний перетворювача.